# Friday Foster
Friday Foster és una tira còmica d'un diari nord-americà, creada i escrita per Jim Lawrence i dibuixada per Jordi Longarón. Es va publicar des del 18 de gener de 1970 fins al 17 de febrer de 1974 i va ser notable per presentar una de les primeres dones afroamericanes com a personatge principal en una tira còmica. Torchy Brown de Jackie Ormes va ser anterior, encara que va veure un llançament més limitat al diari afroamericà Pittsburgh Courier .

## Història
Jim Lawrence havia estat l'escriptor de la tira còmica del London Daily Express, James Bond, quan es va interessar a crear un còmic sobre un personatge negre. El dibuixant Jordi Longarón va ser escollit per donar vida al personatge, i va començar a treballar en la sèrie l'any 1969, a través de l'agència Bardon Art. La tira va ser sindicada pel Chicago Tribune Syndicate. El còmic es va centrar en la vida glamurosa del seu personatge principal, una antiga model de moda que es va convertir en assistent d'un fotògraf de moda de primer nivell, tal com descriu l'historiador de còmics Dave Karlen:
| «              | Va començar com a assistent del fotògraf d'alta moda Shawn North, Friday després d'aprendre les tècniques, finalment es va traslladar davant de la càmera per convertir-se en una supermodel que viatja pel món deixant enrere la seva problemàtica vida a Harlem. Al principi, les històries de Lawrence van tenir un avantatge més difícil que mostrava el contrast de la família de divendres amb el seu germà de carrer que intentava acceptar el seu nou èxit al món de l'edició de revistes. Però aviat els seus episodis van canviar d'enfocament per mostrar més emocions de telenovel·la de romanç i viatges per a la bella afroamericana. Hong Kong, París, Londres i fins i tot Àfrica es van mostrar amb el mateix estil a partir de les detallades obres artístiques produïdes per Longarón des de casa seva a Barcelona. | » |
| — Dave Karlen, | |   |

Un número de 1970 de Jet informava del debut de Friday Foster. La revista afirmava que l'escriptor Lawrence vivia a Summit, Nova Jersey i el dibuixant Longarón vivia a Espanya. Lawrence, un veterà de les Brigades Internacionals a la Guerra Civil espanyola, havia buscat específicament un dibuixant espanyol per a la tira, almenys en part perquè en aquell moment els dibuixants espanyols eren molt més barats que els il·lustradors nord-americans d'habilitats comparables. Els dos es van comunicar per correu postal i trucades telefòniques.
A causa de la lenta velocitat del correu, Longarón va enviar els seus dibuixos tres setmanes abans de la seva aparició. Tot i així, de vegades els dibuixos no arribaven a temps, i l'artista Frank Springer va fer una petita quantitat de treballs no acreditats a la tira, recordant a mitjans de la dècada del 2000: "Coneixia l'escriptor, que vivia aquí a Nova Jersey... [i] vaig rebre una trucada un parell de vegades de Lawrence que em va dir que no havien fet arribar el material des d'Espanya" i li va demanar a Springer que l'emplenés. "Suposo que al llarg dels anys vaig fer dues pàgines de diumenge, potser tres".
Longarón, nascut a Barcelona, no havia estat mai a Nova York fins que hi va fer un breu viatge per signar el contracte per fer el còmic. Fins i tot llavors, mai va posar un peu a Harlem, tot i que sí que hi va passar fent fotos des d'un taxi per a una futura referència.
Va dibuixar el còmic utilitzant una tècnica que ja havia establert, amb un llapis esmolat submergit en tinta. Va treballar en part a partir de fotografies. Va basar l'aparició general de Friday en un model afroamericà particular de Playboy, però també va utilitzar la seva pròpia mare i la seva tieta (ambdós artistes) com a models.
Dell Comics va publicar un únic número d'un còmic de Friday Foster (octubre de 1972), escrit per Joe Gill i il·lustrat per Jack Sparling.
El 1975, Friday Foster va ser adaptat a un llargmetratge de blaxploitation del mateix nom, protagonitzat per Pam Grier.
El setembre de 2019, el personatge de Friday Foster va aparèixer en una història de Dick Tracy dibuixada per Andrew Pepoy.
El còmic és objecte d'una exposició temporal "Longaron i Friday Foster. L'heroïna inesperada" del 20 de març de 2024 al 24 de juny de 2024 al Museu Nacional d'Art de Catalunya de Barcelona.

## Valoració
En opinió del crític Antonio Lara és una obra sentimental típica, que aun així destaca per la seva orientació pop, visible en la seva ambientació, i l'alta qualitat. del seu dibuix.